# Franz Gruber

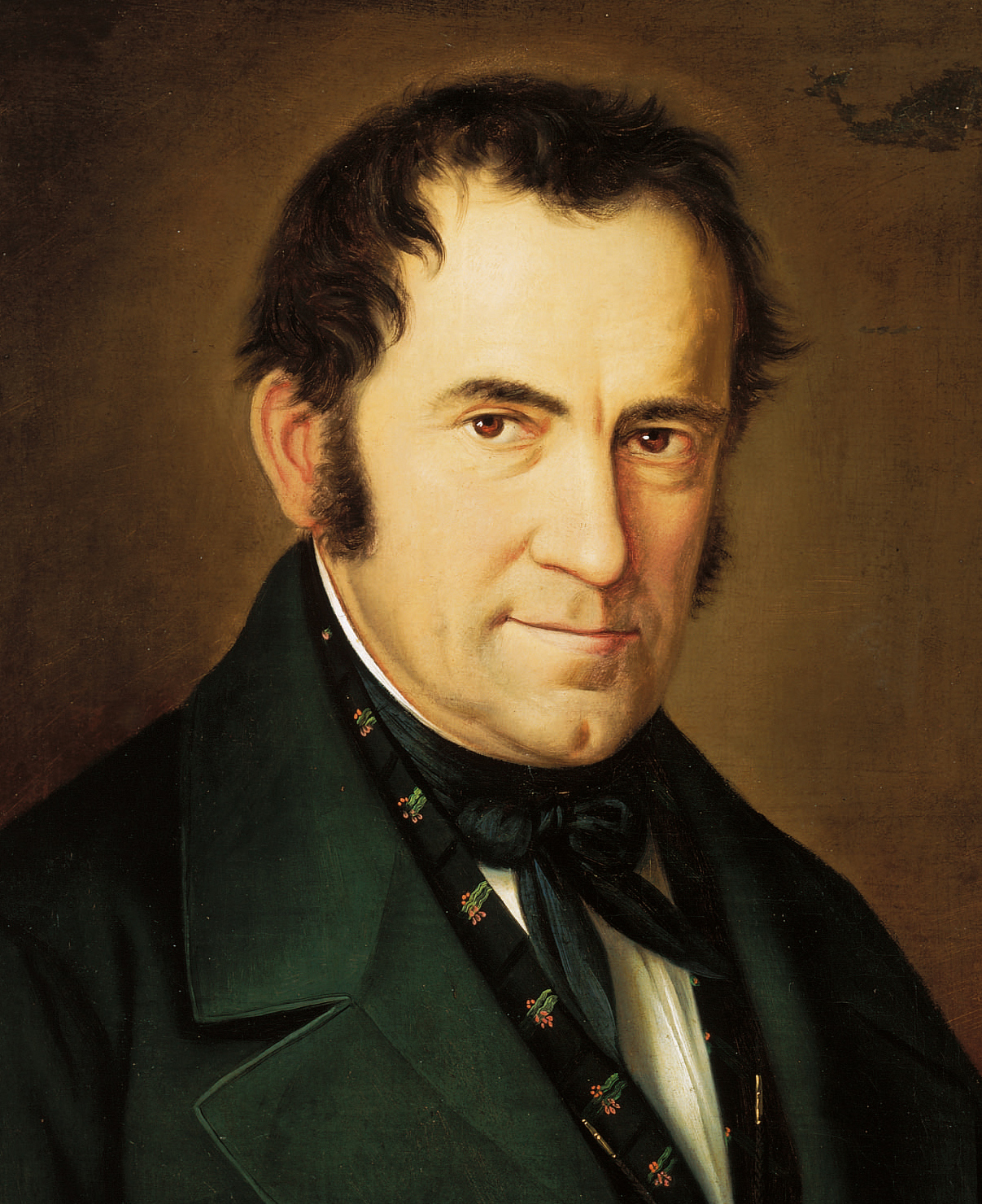
Portret van Franz Xaver Gruber, geschilderd door Sebastian Stief (1846)

Franz Xaver Gruber (Hochburg-Ach, 25 november 1787 – Hallein, 7 juni 1863) was een Oostenrijks onderwijzer, componist en organist.

## Leven en werk
Gruber werd geboren als zoon van een linnenwever. Tot zijn achttiende was hij zelf ook wever. Hij volgde een muzikale scholing in 1805 en voltooide in het jaar daarop zijn opleiding tot onderwijzer. In 1807 deed hij examen om in het destijds onafhankelijke Aartsbisdom Salzburg zijn beroep te kunnen uitoefenen. Hij was onderwijzer op een lagere school in Oberndorf en vervolgens in Hallein in de deelstaat Salzburg. 
Hij werd bekend als de componist van het kerstlied-bij-uitstek Stille Nacht, waarvan de Duitse tekst geschreven werd door Joseph Mohr. 
Naar verluidt kwam de compositie op kerstavond 1818 tot stand. Andere bronnen zeggen dat het lied op die dag voor het eerst werd uitgevoerd.